# Castillo de Valderrábano

Planta del castillo de Valderrábano en base a los restos visibles y las diferencias de crecimiento en el campo de cereal sobre el que se asienta el yacimiento.

Las ruinas del castillo de Valderrábano están situadas en la parte más alta de la localidad de Valderrábano, Palencia, Castilla y León, España, en el pago conocido como el Torrejón. En este punto, se adivinan los restos de una fortificación de origen medieval. Los únicos restos visibles se corresponden con un montículo de unos 2 metros de alto, en la que asoman escasas restos de las hiladas inferiores, a base de cantos rodados, de lo que pudo ser una torre de unos 10 metros de largo por 8,50 de ancho.
La diferente altura que alcanza el cereal que se cultiva en la parcela, especialmente poco antes de su cosecha, permite seguir claramente el trazado de los muros del castillo marcado en casi toda su totalidad, salvo la esquina Noroeste. Este fenómeno probablemente se deba a que debajo de la tierra de labor se encuentren aún los cimientos de la fortaleza. 

## Dimensiones
Las dimensiones del recinto son de unos 15,5 metros en el muro Sur (entre la Torre y el primer cubo). Unos 25,5 metros de longitud en el muro del lado Este, tras lo que se puede observar un muro de unos 19,6 metros hasta el cubo Norte. Esta barrera cuenta con un grosor cercano al metro.
Desde el cubo Norte se diluye el trazado de la muralla, si bien podría haber llegado a contar con un muro que transcurría en dirección Norte, Suroeste de unos 22,25 metros de longitud. Es probable que la entrada al recinto se encontrara a lo largo de este lienzo. Por otro lado la no evidencias de cimientos enterrados que inhiban el crecimiento del cereal en este punto, pueden interpretarse como una empalizada erigida a base de material perecedero como la madera. Otra interpretación puede ser la de que al encontrase en un punto más bajo de la parcela, estos restos hubieran sido arrasados por el arado.
Por último, desde la esquina de este último lienzo se extendería otro muro de unos 13 metros que llegaría a la cara Noroeste de la torre, del cual se percibe el arranque del mismo desde la parte de la torre, perdiéndose la intensidad del rastro a medida que nos alejamos de ella.
Las marcas de los cubos circulares adosados en las esquinas Noreste y Suroeste nos dan unas cotas para los mismos de 7,32 metros de diámetro exterior, y 4,16 de diámetro interior para el cubo Sur, al tiempo que para el cubo Norte, algo más pequeño, el diámetro exterior es de 6,37 metros, mientras que el diámetro interior es de 3,75 metros.
Rodeando a tres de los cuatro lados de la fortaleza, en la época de siembra, se aprecia una franja vegatal de un color más intenso y unos 10 metros de ancho, que pudiera corresponder a un foso defensivo.

## Conservación
Por testimonios recogidos en la localidad, en el primer cuarto del siglo XX todavía se conservaban los restos de una pared construida con cal y canto de hasta tres metros de alto. Parece ser que parte de este material fue usado en la construcción de la carretera que da acceso al pueblo. Un excavación, estudio, y puesta en valor de los restos enterrados, aclararía sin duda la historia de este monumento histórico.